# Krynica-Zdrój
Krynica-Zdrój est une ville polonaise située dans le sud-est de la Pologne, dans la petite Pologne. Elle compte 11 417 habitants en 2004. On y trouve la plus grande station thermale du pays et une station de sports d'hiver. Des habitants s'y sont installés dès 1547. Le ténor polonais Jan Kiepura y séjournait entre ses tournées. Il a fait édifier un palace, l’Hôtel Patria par l'architecte Bohdan Pniewski.
À partir de 1889, on la considère comme une ville.
Une télécabine y fut construite en 1997 développant le domaine skiable de la station pour la rendre attractive et moderne.
Elle est surnommée la Davos de la Pologne en raison du Forum économique qui s'y tient chaque année depuis 1991 entre politiciens et dirigeants de grandes entreprises de différents pays de l'Est et d'Europe centrale. Au cours du Forum de 2008 le Premier ministre polonais Donald Tusk a annoncé son projet de faire entrer la Pologne dans la zone euro en 2011.

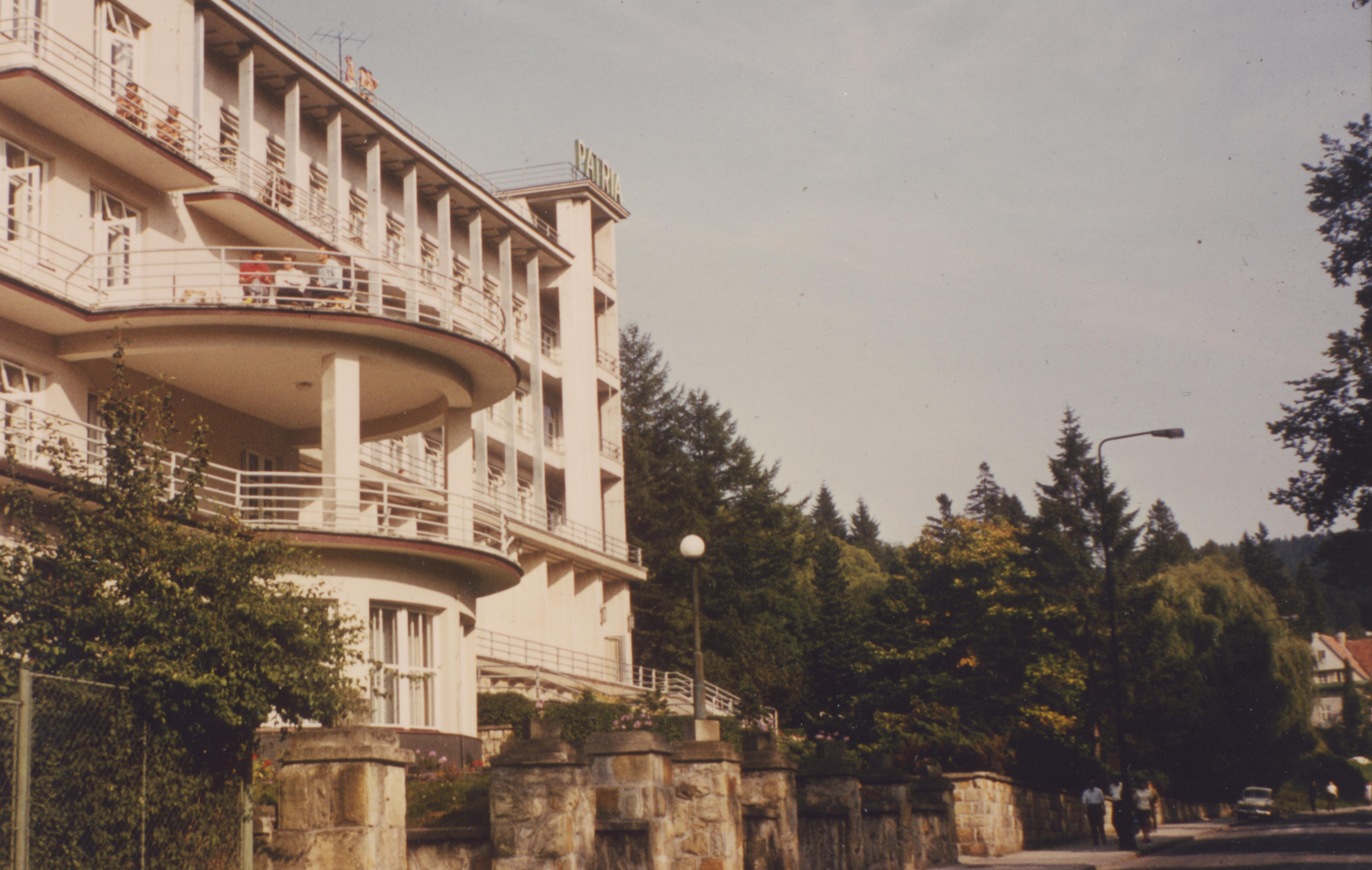
Hôtel « Patria », propriété de Jan Kiepura
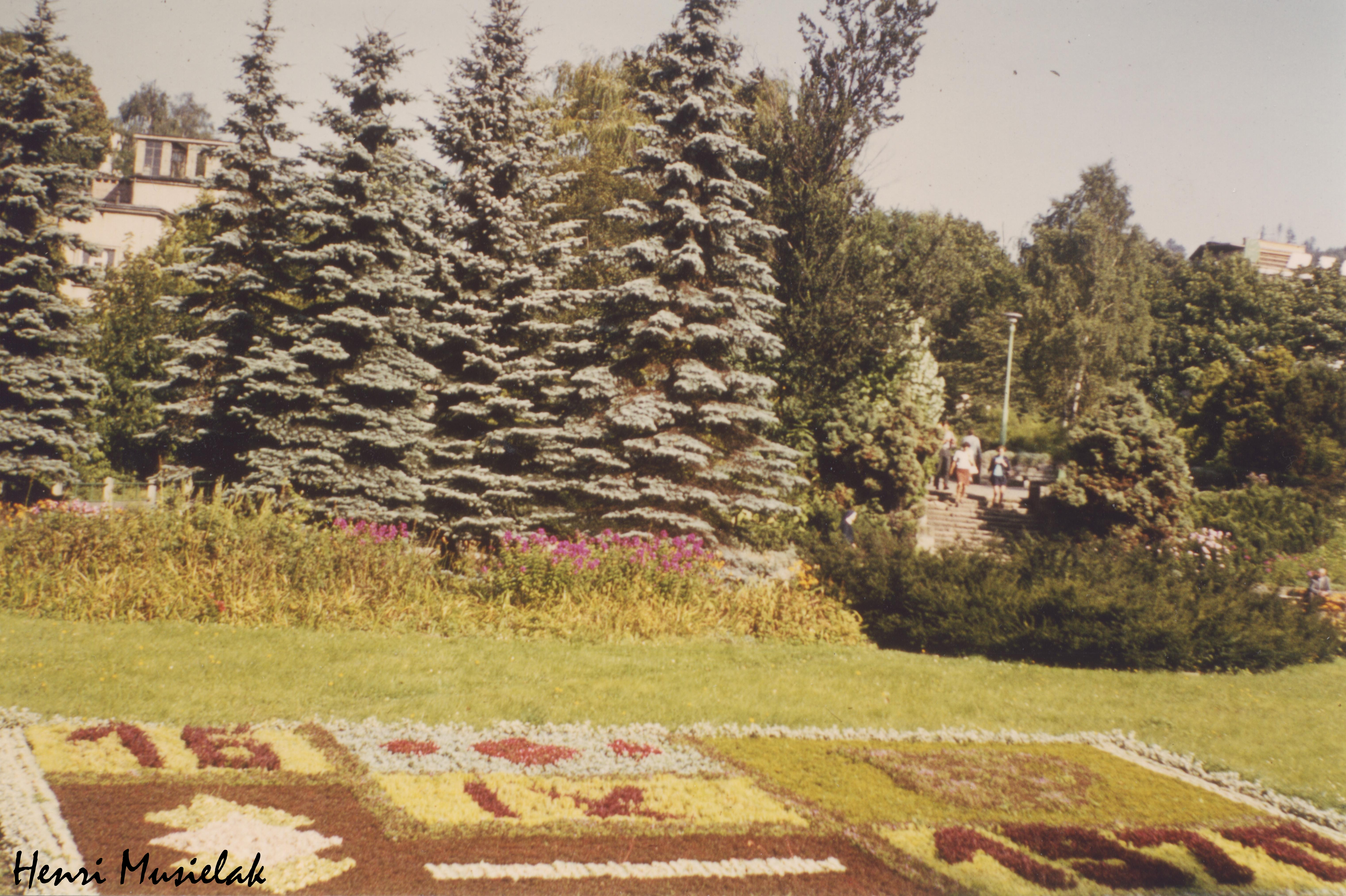
Éphéméride en fleurs dans le parc

## Peintre
Nikifor Krynicki, de son vrai nom Epifaniusz Drowniak, né le 21 mai 1895 à Krynica-Zdrój, mort le 10 octobre 1968 à Folusz et inhumé à Krynica-Zdrój où un musée lui est consacré, est un peintre polonais considéré comme représentatif des peintres naïfs. Il était d'origine ruthène par sa mère et appartenait à l'ethnie Lemko.

## Sport
Le championnat du monde de hockey sur glace 1931 a lieu dans la ville entre le 1er et le 8 février. L'équipe du Canada représentée par l'Université du Manitoba remporta la médaille d'or avec cinq victoires et un match nul.

## Jumelages
- Amersham (Royaume-Uni)
- Bardejov (Slovaquie)